# Funkcionáři Spojených států amerických jmenovaní prezidentem

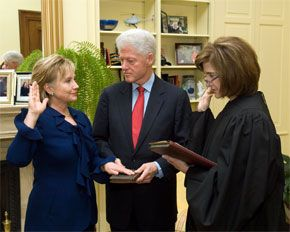
Hillary Clintonová (vlevo) skládá přísahu poté, co byla Barackem Obamou jmenována ministryní zahraničí, 21. ledna 2009

Prezident Spojených států amerických má podle ústavy a zákonů právo jmenovat a odvolávat vrcholné federální funkcionáře. Jedná se o zhruba 4000 pozic. Tento článek uvádí některé z nich.

## Právní zakotvení
Podle ústavy prezident "na radu a se souhlasem Senátu jmenuje vyslance, jiné zástupce státu a konzuly, soudce Nejvyššího soudu a všechny ostatní úředníky Spojených států, jejichž jmenování není upraveno jinak a jejichž úřad je zřízen zákonem." V praxi se jedná o cca 4000 pozic, z nichž cca 1200 vyžaduje schválení Senátem.
Ve valné většině se jedná o takzvaná politická jmenování (anglicky political appointments) do pozic v rámci výkonné moci, která probíhají hromadně v průběhu přechodu na novou administrativu po prezidentských volbách, a daného funkcionáře může prezident kdykoliv odvolat, pokud nebude spokojen s jeho prací. K odvolání, na rozdíl od jmenování, není na základě soudního rozhodnutí v kauze Myers v. United States z roku 1926 nutný souhlas Senátu.
V případě federálních soudců a představitelů některých dalších federálních agentur pak odvolání není možné, a to z důvodu zajištění nezávislosti na centrální vládě. Prezident tak jmenuje funkcionáře pouze v případě, že se pozice uprázdní.

## Členové kabinetu

### Viceprezident
Viceprezident je volen současně s prezidentem a není možné ho odvolat. Pokud se pozice viceprezidenta uvolní v průběhu volebního období, podle dvacátého pátého dodatku ústavy jmenuje prezident nového viceprezidenta, který musí být schválen oběma komorami Kongresu.

### Další členové kabinetu
Kabinet je sborem poradců prezidenta a tvoří jej vedle viceprezidenta 15 ministrů a 10 takzvaných funkcionářů na kabinetní úrovni (anglicky Cabinet-level officials). Jejich jmenování musí schválit Senát prostou většinou hlasů.
Ministři
- Ministr zahraničních věcí
- Ministr financí
- Ministr obrany
- Ministr spravedlnosti
- Ministr vnitra
- Ministr zemědělství
- Ministr obchodu
- Ministr práce

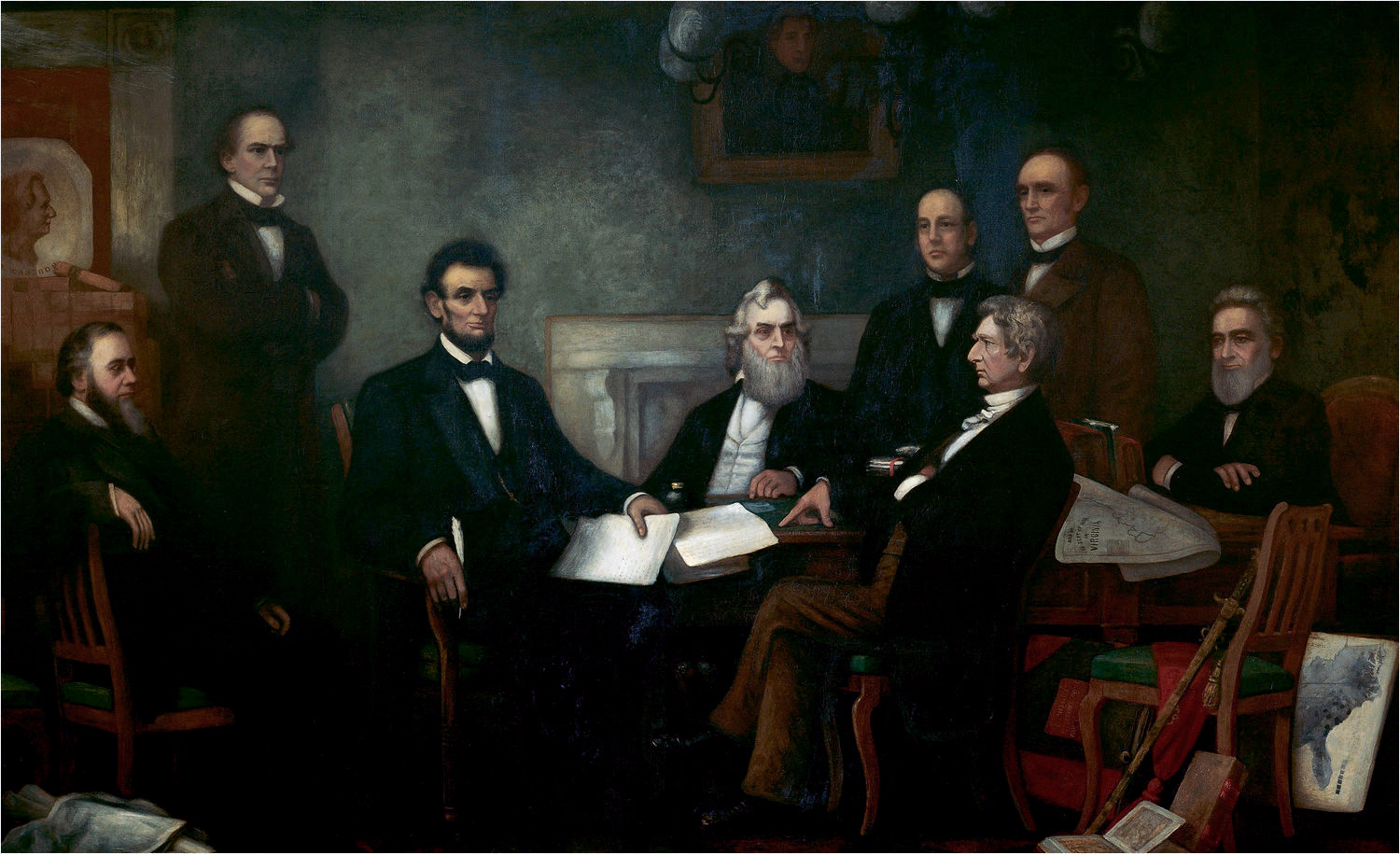
Abraham Lincoln se svým kabinetem, 1864

- Ministr zdravotnictví a sociální péče
- Ministr bytové výstavby a rozvoje měst
- Ministr dopravy
- Ministr energetiky
- Ministr školství
- Ministr pro záležitosti veteránů
- Ministr vnitřní bezpečnosti

Další členové kabinetu

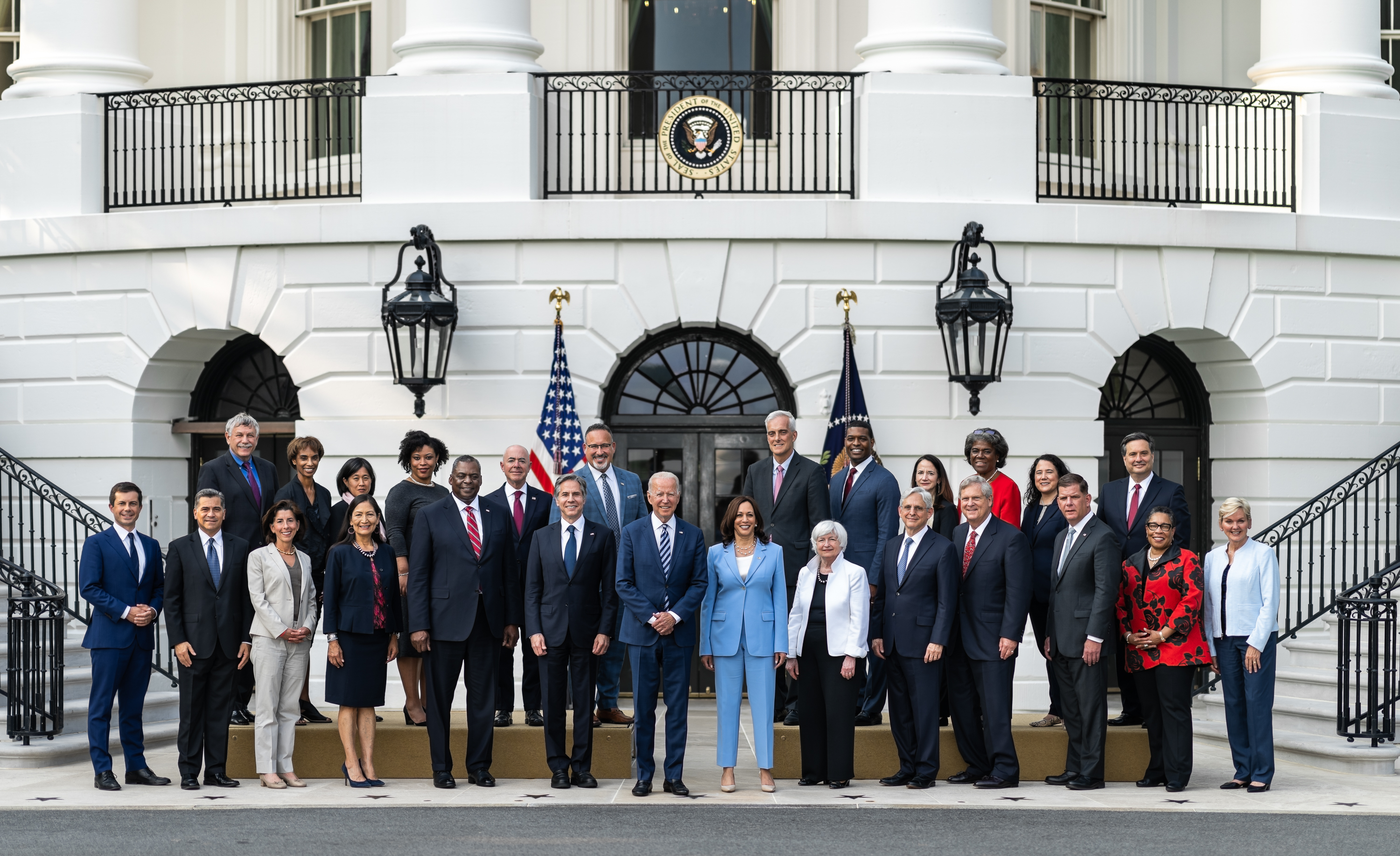
Kabinet prezidenta Josepha Bidena, 20. července 2021

- Ředitel Agentury pro ochranu životního prostředí
- Ředitel Úřadu pro správu a rozpočet
- Ředitel tajných služeb
- Ředitel Ústřední zpravodajské služby (CIA)
- Vládní zmocněnec pro obchod
- Velvyslanec při OSN
- Předseda Rady ekonomických poradců
- Ředitel Úřadu pro drobné podnikání
- Ředitel Úřadu pro vědu a techniku
- Ředitel Kanceláře Bílého domu

## Federální soudnictví
- 798 federálních soudců (k 5. listopadu 2023)[5] – soudci jsou navrhováni prezidentem a schvalováni Senátem, funkci vykonávají doživotně nebo dokud nerezignují, a není možné je odvolat (s výjimkou impeachmentu).[1]
  - Z toho 9 soudců Nejvyššího soudu
- 93 federálních prokurátorů (jeden pro každý soudní obvod, dva obvody mají společného prokurátora) – jmenování se souhlasem Senátu
- 94 federálních maršálů (jeden pro každý soudní obvod) – jmenování se souhlasem Senátu

## Ozbrojené síly a bezpečnostní složky

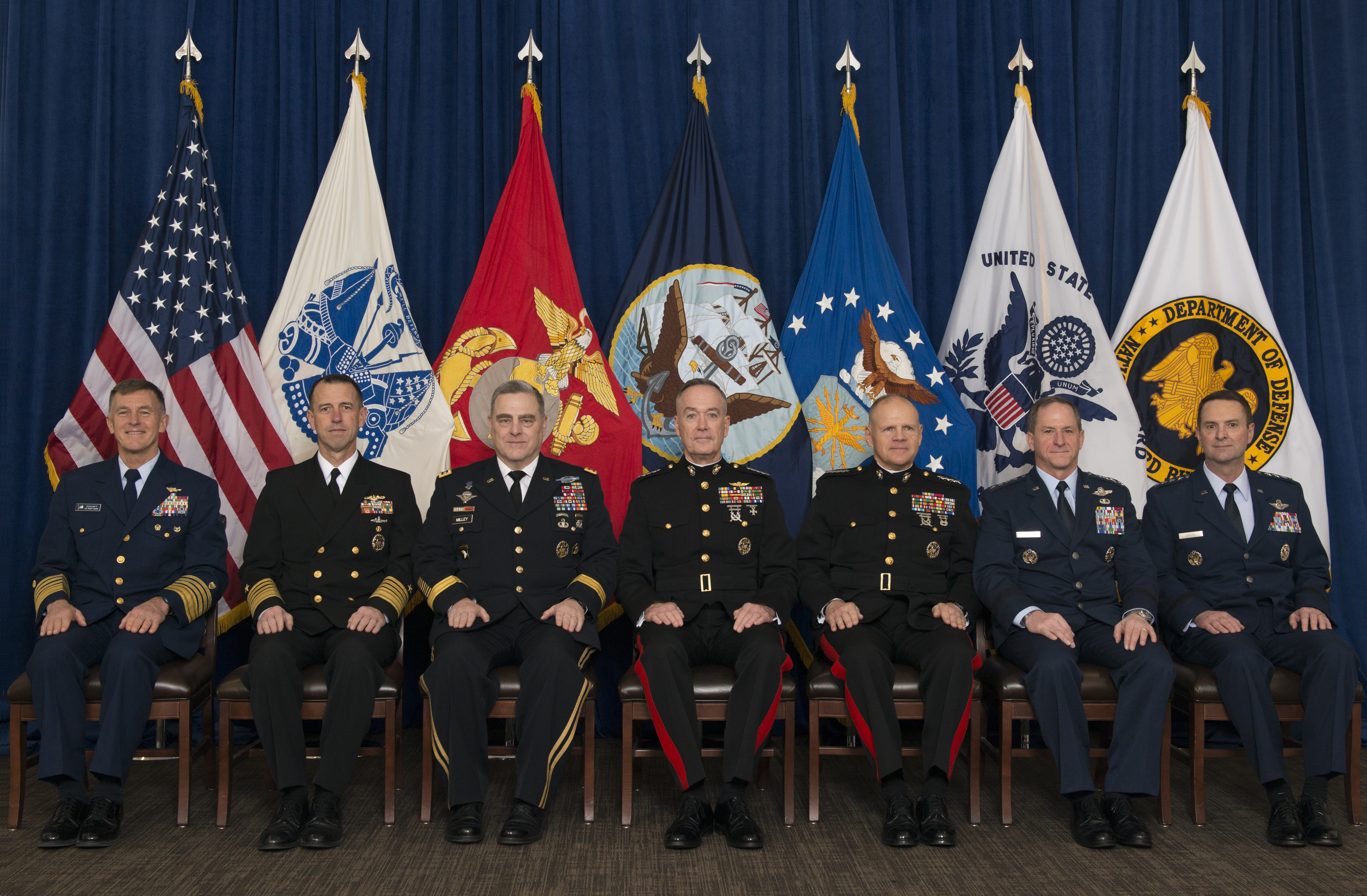
Vrcholní důstojníci ozbrojených sil, 20. ledna 2017

- Nejvyšší důstojníci ozbrojených složek – jmenování se souhlasem Senátu
  - Náčelník štábu Armády
  - Náčelník štábu Letectva
  - Náčelník úřadu Národní gardy
  - Komandant Námořní pěchoty
  - Komandant Pobřežní stráže
  - Velitel námořních operací (Námořnictvo)
  - Velitel vesmírných operací (Vesmírné síly)
- Ředitel Federálního úřadu pro vyšetřování (FBI) – jmenování se souhlasem Senátu
- Komisař Celní a pohraniční stráže – jmenování se souhlasem Senátu

## Manažeři státních podniků
- 8 z 10 členů představenstva Národní osobní železniční společnosti (Amtrak) – jmenování se souhlasem Senátu
- 9 z 11 členů představenstva Poštovní služby (USPS) – jmenování se souhlasem Senátu
- 5 členů představenstva Importní a exportní banky – jmenování se souhlasem Senátu
- 9 členů představenstva Korporace pro veřejné vysílání – jmenování se souhlasem Senátu

## Další funkcionáři
- 189 velvyslanců k zahraničním vládám[6] – jmenování se souhlasem Senátu
- Administrátor Národního úřadu pro letectví a vesmír (NASA) – jmenování se souhlasem Senátu
- 7 členů rady guvernérů Federálního rezervního systému – jmenování se souhlasem Senátu na funkční období 14 let bez možnosti odvolání
- Národní bezpečnostní poradce – jmenování bez souhlasu Senátu
- Poradce pro domácí bezpečnost – jmenování bez souhlasu Senátu